# Kuhilonsaari
Kuhilonsaari är en ö i Finland. Den ligger i sjön Hiijärvi och i kommunen Luumäki i den ekonomiska regionen  Villmanstrands ekonomiska region  och landskapet Södra Karelen, i den södra delen av landet, 160 km nordost om huvudstaden Helsingfors. Öns area är 0,5 hektar och dess största längd är 90 meter i nord-sydlig riktning.